# Sirimavo Bandaranaike
Sirimavo Ratwatte Dias Bandaranaike (în singaleză සිරිමාවෝ රත්වත්තේ ඩයස් බණ්ඩාරනායක, în tamilă சிறிமாவோ ரத்வத்த டயஸ் பண்டாரநாயக்க; n. 17 aprilie 1916, Baḷangoḍa⁠(d), Ceylonul britanic⁠(d), Imperiul Britanic – d. 10 octombrie 2000, Kadawatha⁠(d), Western Province⁠(d), Sri Lanka) a fost un om politic din Sri Lanka și premier al acestei țări în perioadele: 1960–1965, 1970–1977 și 1994–2000.
A fost prima femeie prim-ministru din lume.

## Familie
Soțul său, Solomon Bandaranaike, a fost, de asemenea, premier al țării. Fiii săi au deținut funcții importante în stat și anume:
- Chandrika Kumaratunga: președinte în funcție al Sri Lanka
- Anura Bandaranaike, ministru secretar de stat și purtător de cuvânt

## Cariera politică
În 1940, Sirimavo s-a căsătorit cu Solomon Bandaranaike, care a înființat Partidul Libertății și a câștigat alegerile în 1956. Trei ani mai târziu, după ce fusese numit premier, a fost împușcat de un călugăr budist. Acesta a fost momentul în care soția sa a preluat conducerea partidului.
În urma alegerilor din 1960, Sirimavo a devenit prima femeie premier din lume. Printre primele măsuri pe care le-a luat a fost să declare stare de urgență, după o revoltă a populației minoritare Tamil, care se opunea înlocuirii limbii engleze cu limba singaleză, ca limbă națională oficială.
În 1964 Sirimavo a pierdut alegerile, dar a revenit la putere în 1970. Din această poziție, ea a dezvoltat relații politice cu China și India, a naționalizat mai multe companii și întreprinderi și a restricționat unele importuri. Totodată, a declarat țara republică și i-a schimbat numele din Ceylon în Sri Lanka.
Începând cu anul 1976, cariera ei politică a suferit un declin, Sirimavo a pierdut alegerile din 1977 și a fost supusă unor măsuri represive în 1980.
Fiica ei, Chandrika Kumaratunga, a fost aleasă președinte al statului Sri Lanka în 1994. Imediat după alegeri, ea și-a desemnat mama prim-ministru, însă aceasta a demisionat la data de 10 august 2000. Peste două luni, pe 10 octombrie, Sirimavo a decedat în urma unui atac de cord, la vârsta de 84 de ani.